# Ana Čakvetadze
Ana Džambulilovna (Džamalovna) Čakvetadze (rusko А́нна Джамбулиловна (Джамаловна) Чаквета́дзе), ruska tenisačica gruzijskega in ukrajinskega porekla, * 5. marec 1987, Moskva, Sovjetska zveza.
Po njenem nastopu v polfinalu Odprtega prvenstva ZDA (US Open) je 10. septembra leta 2007 dosegla 5. mesto na WTA lestvici, kar je bila zanjo najboljša uvrstitev v karieri. Tega leta je tudi nastopila v četrtfinalu Odprtega prvenstva Avstralije (Australian Open) in četrtfinalu Odprtega prvenstva Francije (Roland Garros). V svoji dosedanji karieri je osvojila osem naslovov za Grand Slam, štiri od teh v letu 2007. Leta 2010 je osvojila svoj zadnji naslov, leto pa je zaključila na 56. mestu WTA lestvice.
Septembra 2013 je zaradi ponavljajočih se težav s hrbtom objavila športno upokojitev.